# آهنگ خرابی
آهنگ خرابی (به انگلیسی: Failure rate) یا آهنگ شکست میزانی برای سنجیدن شکست یک سیستم یا مؤلفهٔ مهندسی است،که اغلب بوسیلهٔ حرف یونانی λ (لاندا) نشان داده می‌شود.
آهنگ شکست یک سیستم معمولاً به زمان چرخه حیات آن سیستم بستگی دارد. به عنوان مثال آهنگ شکست یک اتومبیل در پنجمین سال کارکرد آن ممکن است بسیار بیشتر از آهنگ شکست آن در سال اول کارکرد آن باشد.
درعمل میانگین زمان بین شکست اغلب به جای آهنگ خرابی به کار می‌رود. این عمل در صورتی صحیح و قابل استفاده است که آهنگ خرابی ثابت باشد.

## تابع آهنگ خرابی

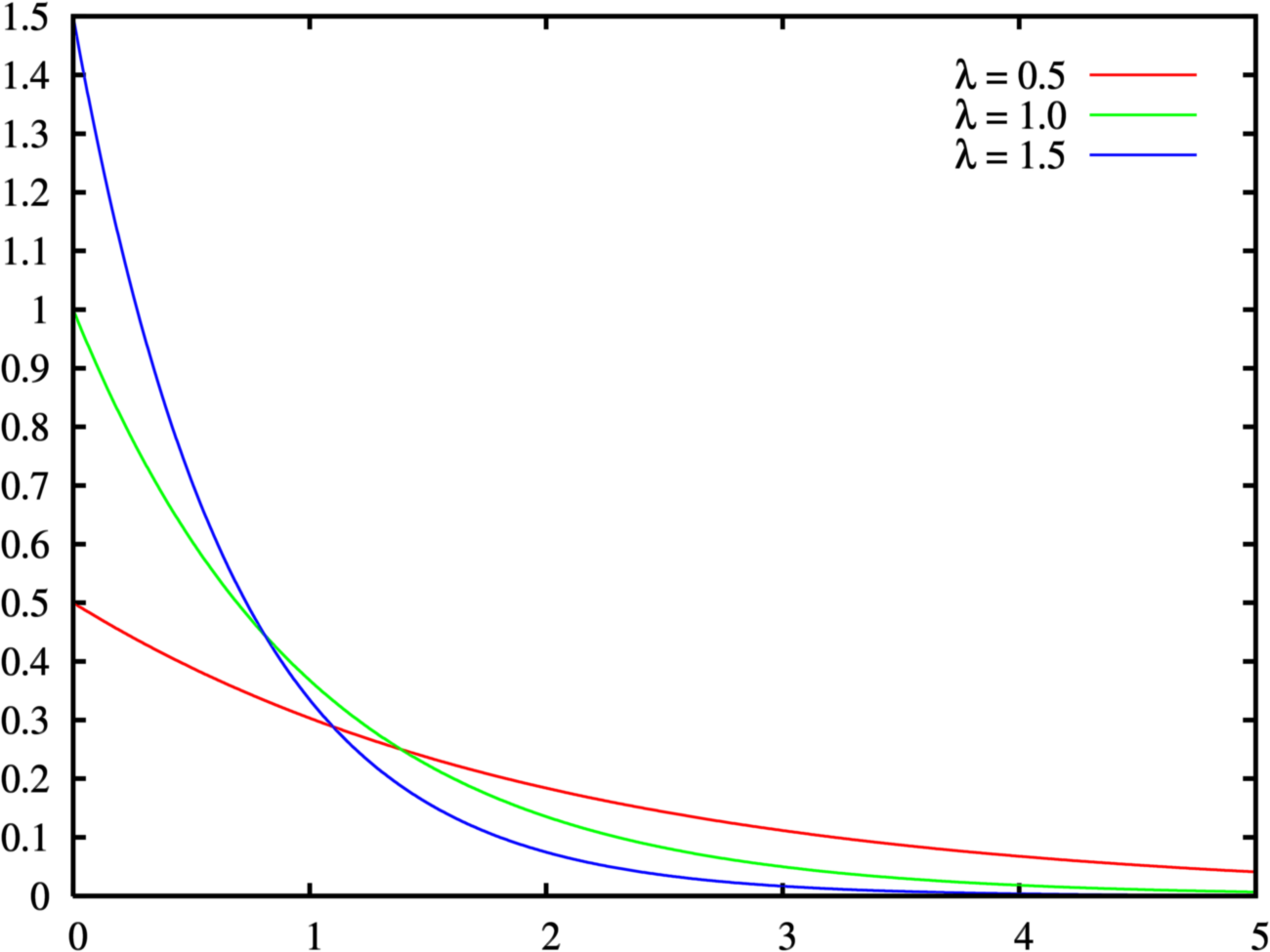
تابع آهنگ شکست برای توزیع نمایی

تعداد کل شکست‌ها (خرابی ها) برای یک جمعیت، تقسیم بر مجموع مدت زمان صرف شده توسط این جمعیت، در طول یک بازه اندازه‌گیری خاص تحت شرایط معین.
همچنین آهنگ شکست {\displaystyle \lambda (t)} را می‌توان احتمال رخ دادن خرابی در یک بازهٔ زمانی مشخص، که قبل از زمان {\displaystyle t} بدون خرابی بوده‌است، دانست.
آهنگ شکست در اصل یک احتمال نیست، زیرا مقدار آن می‌تواند از یک فراتر رود، پس بیان کردن آن به درصد اشتباه خواهد بود، به‌ویژه اگر آهنگ شکست ما متغیر باشد.
به همین دلیل تابع آهنگ شکست به صورت زیر تعریف می‌شود
فرض می کنیم متغیر تصادفی {\displaystyle X} غیر منفی است که طول عمر قطعه ( یا سیستم ) را با تابع چگالی {\displaystyle f_{X}(t)} و تابع توزیع تجمعی {\displaystyle F_{X}(t)} نشان می‌دهد. آنگاه تابع آهنگ شکست {\displaystyle \lambda _{X}(t)} ، احتمال پیشامد آن که قطعه یا سیستم تا زمان {\displaystyle t} خراب نشده باشد و در بازهٔ زمانی {\displaystyle (t,t+dt)} خراب شود را نشان می‌دهد
{\displaystyle \lambda _{X}(t)\,dt={\text{P}}\left\{X\in (t,t+dt)|X>t\right\}={\frac {{\text{P}}\{X\in (t,t+dt)\cap X>t\}}{{\text{P}}\{X>t\}}}={\frac {{\text{P}}\{X\in (t,t+dt)\}}{{\text{P}}\{X>t\}}}={\frac {f_{X}(t)dt}{1-F_{X}(t)}}}
در نتیجه تابع آهنگ شکست تعریف می‌شود
{\displaystyle \lambda _{X}(t)\triangleq {\frac {f_{X}(t)}{1-F_{X}(t)}}}
بسیاری از توابع احتمال را می‌توان برای مدل کردن آهنگ شکست به کار برد. رایج‌ترین این توابع، تابع توزیع نمایی است :
{\displaystyle \lambda _{X}(t)={\frac {f_{X}(t)}{1-F_{X}(t)}}={\frac {\lambda e^{-\lambda t}}{e^{-\lambda t}}}=\lambda }
باید توجه داشت که با در اختیار داشتن تابع آهنگ شکست می‌توان تابع چگالی احتمال و توزیع تجمعی را محاسبه کرد
{\displaystyle F_{X}(x)=1-e^{-\int _{0}^{x}\lambda _{X}(t)\,dt}}
{\displaystyle f_{X}(x)={\frac {dF_{X}(x)}{dx}}}

## مثال
فرض کنیم آهنگ مرگ و میر افراد سیگاری در هر زمان دو برابر آهنگ مرگ و میر افراد غیر سیگاری است. اگر یک شخص سیگاری و یک شخص غیر سیگاری a سال عمر کرده باشند، احتمال اینکه فرد غیر سیگاری b سال عمر کنند چند برابر آن است که فرد سیگاری b سال عمر کنند ؟
فرض کنیم {\displaystyle L_{k}^{s}} پیشامد آن باشد که فرد سیگاری {\displaystyle k} سال عمر کند و {\displaystyle L_{k}^{ns}} پیشامد آن باشد که فرد غیر سیگاری {\displaystyle k} سال عمر کند
{\displaystyle {\text{P}}(L_{b}^{s}|L_{a}^{s})={\frac {{\text{P}}(L_{b}^{s}\cap L_{a}^{s})}{{\text{P}}(L_{a}^{s})}}={\frac {{\text{P}}(L_{b}^{s})}{{\text{P}}(L_{a}^{s})}}={\frac {1-F_{X,s}(b)}{1-F_{X,s}(a)}}=e^{-\int _{a}^{b}\lambda _{X,s}(t)\,dt}}
که {\displaystyle F_{X,s}(x)} تابع چگالی توزیع جمعی طول عمر فرد سیگار و {\displaystyle \lambda _{X,s}(t)} تابع آهنگ مرگ و میر فرد سیگاری است. به‌طور مشابه
{\displaystyle {\text{P}}(L_{b}^{ns}|L_{a}^{ns})=e^{-\int _{a}^{b}\lambda _{X,ns}(t)\,dt}}
که {\displaystyle \lambda _{X,ns}(t)} تابع آهنگ مرگ و میر فرد غیر سیگاری است. می دانیم که
{\displaystyle \lambda _{X,s}(t)=2\lambda _{X,ns}(t)}
در نتیجه
{\displaystyle P(L_{b}^{ns}|L_{a}^{ns})=e^{-\int _{a}^{b}\lambda _{X,ns}(t)\,dt}=e^{-\int _{a}^{b}{\frac {1}{2}}\lambda _{X,s}(t)\,dt}=\left(e^{-\int _{a}^{b}\lambda _{X,s}(t)\,dt}\right)^{\frac {1}{2}}=\left({\text{P}}(L_{b}^{s}|L_{a}^{s})\right)^{\frac {1}{2}}}
پس می‌توان نتیجه گرفت احتمال مردن برای فرد سیگاری توان دوم احتمال مردن برای فرد غیر سیگاری است .